# 替屍鬼
《替屍鬼》（越南语：／）是2007年韓國、越南合作拍攝的一部恐怖片。該片是西貢淪陷后越南拍攝的第一部恐怖電影。

## 劇情
苦悶于找不到新鮮素材的小說家尹熙（趙安 飾），從身在越南的故友徐英（車藝蓮 飾）那裏聽說了一個關於抽象畫《十》（英姐 飾）的傳說，並對此產生了濃厚的興趣。儘管尹熙對《十》的傳說充滿好奇，很想身臨其境去感受一下。然而因為前一部小說影射了徐英，且有許多不實之言；另外由於長時間沒有和徐英見面，再度相見難免尷尬，因此躊躇不前。然而，她被徐英不斷寄來的抽象畫深深吸引，不禁心動，決定去窺探這些隱匿在這這幅百年前的抽象畫中的秘密。於是，她應徐英之邀，奔赴越南。
到達越南後的尹熙見到了久違的徐英，後者和過去相比發生了巨大變化，徐英的華麗外表令尹熙為之一驚。相反，徐英見到有些不知所錯的尹熙卻很熱情。由於和徐英的關係變得生疏，尹熙感到交流很不自然，但這並沒有影響她對《十》的興趣，她更加熱衷於相關資料的搜集工作。可沒想到，兩人越深入去挖掘「十」的秘密，周圍的氣氛就越加奇怪，甚至在徐英身上都發生了意想不到的事情。尹熙在這陌生的國度，陷入抽象畫《十》編織的迷宮，無法自拔……

## 釋義
片中女鬼名為「Mười」，韓國語版片名「므이」以及部份中文翻譯「慕依」、「莫依」、「無二」、「無兒」等均為直接音譯。其實，「Mười」在越南語中意為「十」，喃字書寫為「𨑮」。

## 演員

### 越方
- 英姐（Anh Thư） 飾 阿十（Mười）
- 紅映（Hồng Ánh）
- 阮平明（Bình Minh）
- 李雅琦（Lý Nhã Kỳ）

### 韓方
- 趙安 飾 尹熙（Yoon-hee）
- 車藝蓮 飾 徐英（Seo-yeon）
- 洪所希（홍소희 / Hong So-hee）
- 李俊（이준 / Lee Joon）
- 任性彥（임성언 / Lim Seong-eon）

## 獎項
2008年第7屆越南金風箏獎評比期間，福創電影公司選送了該片參選，之後發生爭議，原因是因為它被認為不是一部「真正的越南電影」，因為電影絕大部份都是由韓方出力製作的。然而，電影最終依然獲得最佳攝影獎和最佳音效獎。

## 外部連結
- 互联网电影数据库（IMDb）上《替屍鬼》的资料（英文）